# Любимец публики (мультфильм)
«Любимец публики» — советский сатирический рисованный мультфильм студии «Союзмультфильм» , снятый в 1937 году режиссёром Александром Ивановым. Так как выпущен более 70 лет назад, находится в общественном достоянии.

## Сюжет
Пропаганда подлинно народного искусства вместо халтурных псевдоцыганских мотивов и фокстротов.

## Съёмочная группа
| сценарий                   | Эммануила Двинского, Иосифа Склют, Александра Иванова                                               |
| режиссёр                   | Александр Иванов                                                                                    |
| ассистент                  | Геннадий Филиппов                                                                                   |
| композитор                 | Александр Варламов                                                                                  |
| старший художник           | Ю. Попов                                                                                            |
| художники-мультипликаторы: | Борис Дёжкин, Фаина Епифанова, Григорий Козлов, Ламис Бредис, Геннадий Филиппов, В. Купер, Б. Титов |
| оператор                   | Д. Каретный                                                                                         |
| текст пародий              | Василия Ивановича Лебедева-Кумач                                                                    |
| исполняет засл. арт. респ. | Владимир Яковлевич Хенкин                                                                           |

## Критика
Историк кинематографа C. Гинзбург написал в книге «Рисованный и кукольный фильм» (1957), что «фильм обладал теми достоинствами, которые вообще присущи большинству картин А. Иванова, — крепко сколоченный сюжет развивался логично и чётко, темп действия отличался стремительностью, движения условных персонажей были выразительны и чётки». Вместе с тем, по его мнению, «скромный сатирический запал, который содержался в замысле режиссёра, оказался в значительной степени ослабленным».

## Интересные факты
- В отличие от большинства  советских мультфильмов 1937 года, здесь известно, кто озвучивал персонажей — актёр Владимир Хенкин.[2]
- В то время, как сатира и пропаганда для советской мультипликации того времени были обычным делом, для молодой студии «Союзмультфильм», ранее выпускающей лишь мультфильмы для малышей,  это был первый опыт в данном жанре.

## Тематические показы
- Программа Георгия Бородина «Архив. Советская анимационная сатира - о музыке и живописи»: «Любимец публики», «Чужой голос», «Козёл-музыкант», «Страна Оркестрия», «Летели два верблюда», «Случай с художником», «Картина», «О, море, море!».[3]